# Шаромская
Шаромская — река на полуострове Камчатка. Протекает по территории Мильковского района Камчатского края России.
Длина реки — 22 км. Впадает в реку Андриановка справа на расстоянии 48 км от устья.
По данным государственного водного реестра России относится к Анадыро-Колымскому бассейновому округу.